# Carlton, Minnesota
Carlton är administrativ huvudort i Carlton County i den amerikanska delstaten Minnesota. Orten fick sitt namn efter politikern R.B. Carlton.